# Ohio and Mississippi Railroad
Ohio and Mississippi Railroad – amerykańskie przedsiębiorstwo kolejowe, w latach 1857–1893 operujące na linii kolejowej z Cincinnati w stanie Ohio do East St. Louis w Illinois, leżącego nad rzeką Missisipi naprzeciwko Saint Louis.

## Historia
W 1854 miasto Cincinnati podjęło decyzję o udzieleniu finansowego wsparcia dla budowy linii kolejowej łączącej stany Ohio i Missisipi. Przesłanką do podjęcia tej decyzji była chęć wsparcia wzrostu gospodarczego w regionie.
Nowa linia zbudowana została równolegle do kanałów Cincinnati i Whitewater, stając się do lat 50. XX wieku najszybszym i najtańszym środkiem transportu towarów w tej relacji. Po ukończeniu linii w 1857 roku, mieszkańcy Cincinnati uzyskali możliwość podróży od Chesapeake Bay na wschodnim wybrzeżu wzdłuż rzeki Missisipi do East St. Louis w stanie Illinois. Zgodnie z przewidywaniami, linia istotnie przyczyniła się do poprawy koniunktury gospodarczej na obszarach, przez które przebiegała.
W 1893 Ohio i Mississippi Railroad stała się częścią kompanii Baltimore and Ohio (B&O).
Początkowo linia miała rozstaw szyn 6 stóp (1829 mm), w 1871 rozstaw zmieniono na standardową szerokość 1435 mm. W 1874 ukończono most (Eads Bridge), co pozwoliło zrezygnować z transportu promem przez Missisipi.